# Вила Гориција (Сасари)
Вила Гориција је насеље у Италији у округу Сасари, региону Сардинија.
Према процени из 2011. у насељу је живело 137 становника. Насеље се налази на надморској висини од 101 м.